# Zoo de Wassenaar

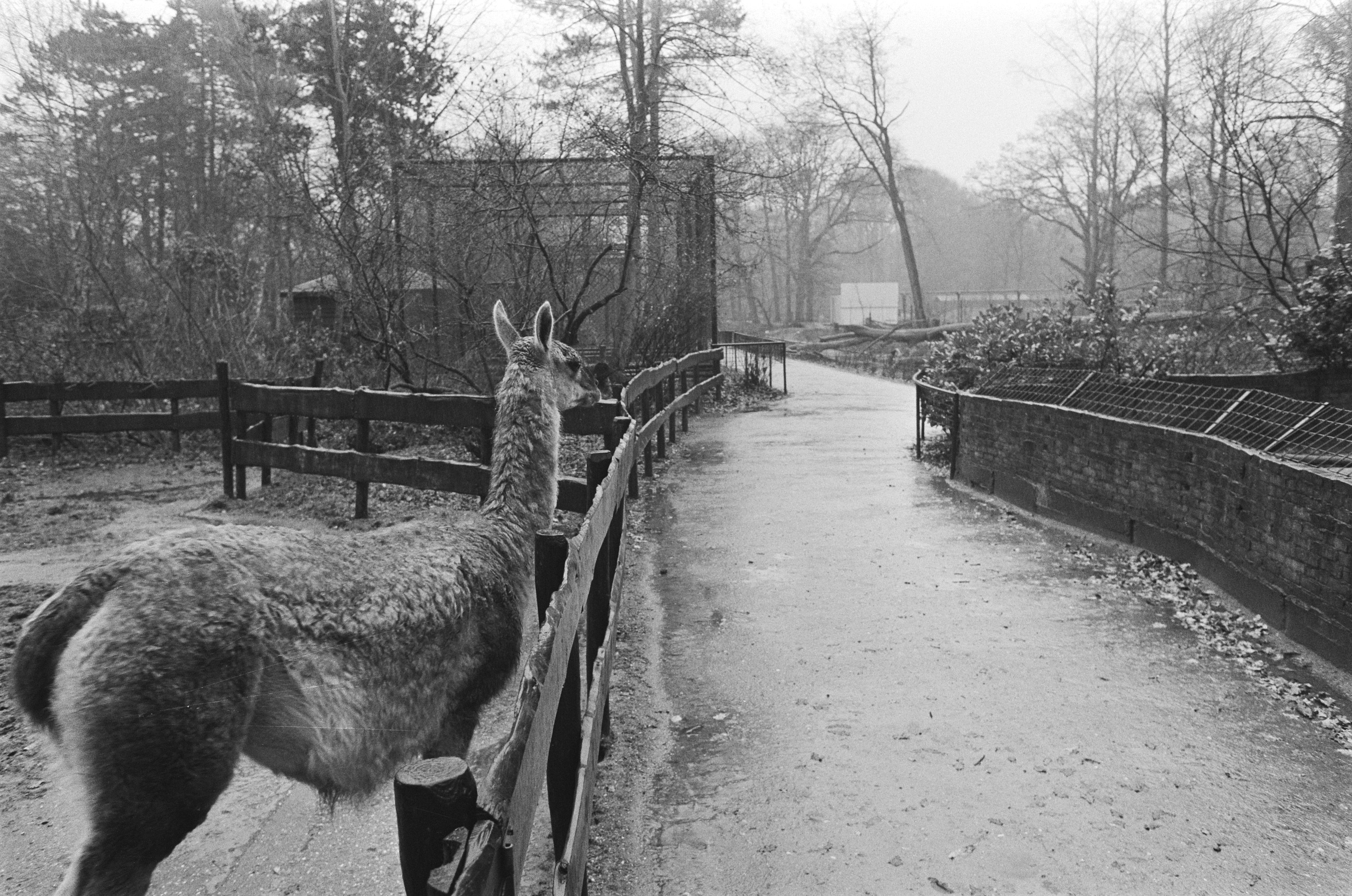
Vue du zoo en 1985

Le zoo de Wassenaar était un parc zoologique situé à Wassenaar aux Pays-Bas. Ouvert en 1937, il ne réussit pas à obtenir un équilibre économique viable et dut fermer en 1985. Le Wassenaar Wildlife Breeding Centre, ouvert en 1983, spécialisé dans l'élevage des guépards mais également dans une quarantaine d'espèces supplémentaires dont le Chat de Temminck, et de nombreuses espèces de tortues comme la tortue géante des Seychelles survécut à la fermeture du zoo mais fut à son tour fermé en 2006.
En 2018, des explorateurs urbains découvrent dans le zoo abandonné depuis 1985 un singe-araignée.